# 第18回ハリウッド映画賞
第18回ハリウッド映画賞は2014年の映画に贈られる賞であり、2014年11月14日にカリフォルニア州ロサンゼルスのハリウッド・パラディウムで授賞式が行われ、その様子はCBSが中継した。

## 受賞一覧

### 作品賞
- 『ゴーン・ガール』（デヴィッド・フィンチャー監督）

### 監督賞
- モルテン・ティルドゥム - 『イミテーション・ゲーム/エニグマと天才数学者の秘密』

### 主演男優賞
- ベネディクト・カンバーバッチ - 『イミテーション・ゲーム/エニグマと天才数学者の秘密』

### 主演女優賞
- ジュリアン・ムーア - 『アリスのままで』

### 助演男優賞
- ロバート・デュヴァル - 『ジャッジ 裁かれる判事』

### 助演女優賞
- キーラ・ナイトレイ - 『イミテーション・ゲーム/エニグマと天才数学者の秘密』

### アンサンブル演技賞
- 『フォックスキャッチャー』

### アニメーション映画賞
- 『ヒックとドラゴン2』（ディーン・デュボア監督）

### コメディ映画賞
- 『トップ・ファイブ』（クリス・ロック監督）

### 国際賞
- 景甜

### ドキュメンタリー映画賞
- 『Supermensch: The Legend of Shep Gordon』（マイク・マイヤーズ、ベス・アーラ監督）

### ブレイクアウト男優賞
- エディ・レッドメイン - 『博士と彼女のセオリー』

### ブレイクアウト女優賞
- シャイリーン・ウッドリー - 『きっと、星のせいじゃない。』

### ブレイクスルー監督賞
- ジャン＝マルク・ヴァレ - 『わたしに会うまでの1600キロ』

### 脚本賞
- ギリアン・フリン - 『ゴーン・ガール』

### 新人賞
- ジャック・オコンネル - 『不屈の男 アンブロークン』

### 撮影賞
エマニュエル・ルベツキ - 『バードマン あるいは（無知がもたらす予期せぬ奇跡）』

### 編集賞
- ジェイ・キャシディ、ドディ・ドーン - 『フューリー』

### 美術賞
- ディラン・コール、ゲイリー・フリーマン - 『マレフィセント』

### 作曲賞
- アレクサンドル・デスプラ - 『イミテーション・ゲーム/エニグマと天才数学者の秘密』

### 主題歌賞
- 『What Is Love』（歌手:ジャネル・モネイ） - 『ブルー2 トロピカル・アドベンチャー』

### 視覚効果賞
- スコット・ファーラー - 『トランスフォーマー/ロストエイジ』

### 録音賞
- レン・クライス - 『ゴーン・ガール』

### 衣装デザイン賞
- ミレーナ・カノネロ - 『グランド・ブダペスト・ホテル』

### メイキャップ/ヘアスタイリング賞
- デヴィッド・ホワイト、エリザベス・イアニー＝ジョルジォ - 『ガーディアンズ・オブ・ギャラクシー』

### 功労賞
- マイケル・キートン

## ハプニング
ドキュメンタリー映画賞のプレゼンターを務めたジョニー・デップは千鳥足で壇上に上がり、放送禁止用語を連発してしまった。